# Contea di Marion (Iowa)
La contea di Marion (in inglese Marion County) è una contea dello Stato dell'Iowa, negli Stati Uniti. La popolazione al censimento del 2000 era di 32 052 abitanti. Il capoluogo di contea è Knoxville.